# Sants
|  | Per a altres significats, vegeu «Sant». |

Sants és un barri del districte barceloní de Sants-Montjuïc. Fou el nucli principal de l'antic municipi de Santa Maria de Sants, a què donava nom, i que abastava la zona compresa entre el barri de Sants i els voltants del passeig de la Zona Franca, o sigui, aproximadament la zona central de l'actual districte de Sants-Montjuïc excloent-ne Montjuïc i el Poble-sec (que pertanyien a Barcelona) i la major part de la Zona Franca, que pertanyia a l'Hospitalet. Hostafrancs (amb la Font de la Guatlla) històricament formava part del terme de Sants, però fou cedit al de Barcelona el 1839; per motius històrics i sociourbanístics, el seu caràcter santsenc està fora de dubte.
El barri està travessat per la Ronda del Mig, així com per les vies del tren. Té un important eix comercial, l'anomenada carretera de Sants, formada pel carrer de la Creu Coberta a Hostafrancs, i el carrer de Sants.

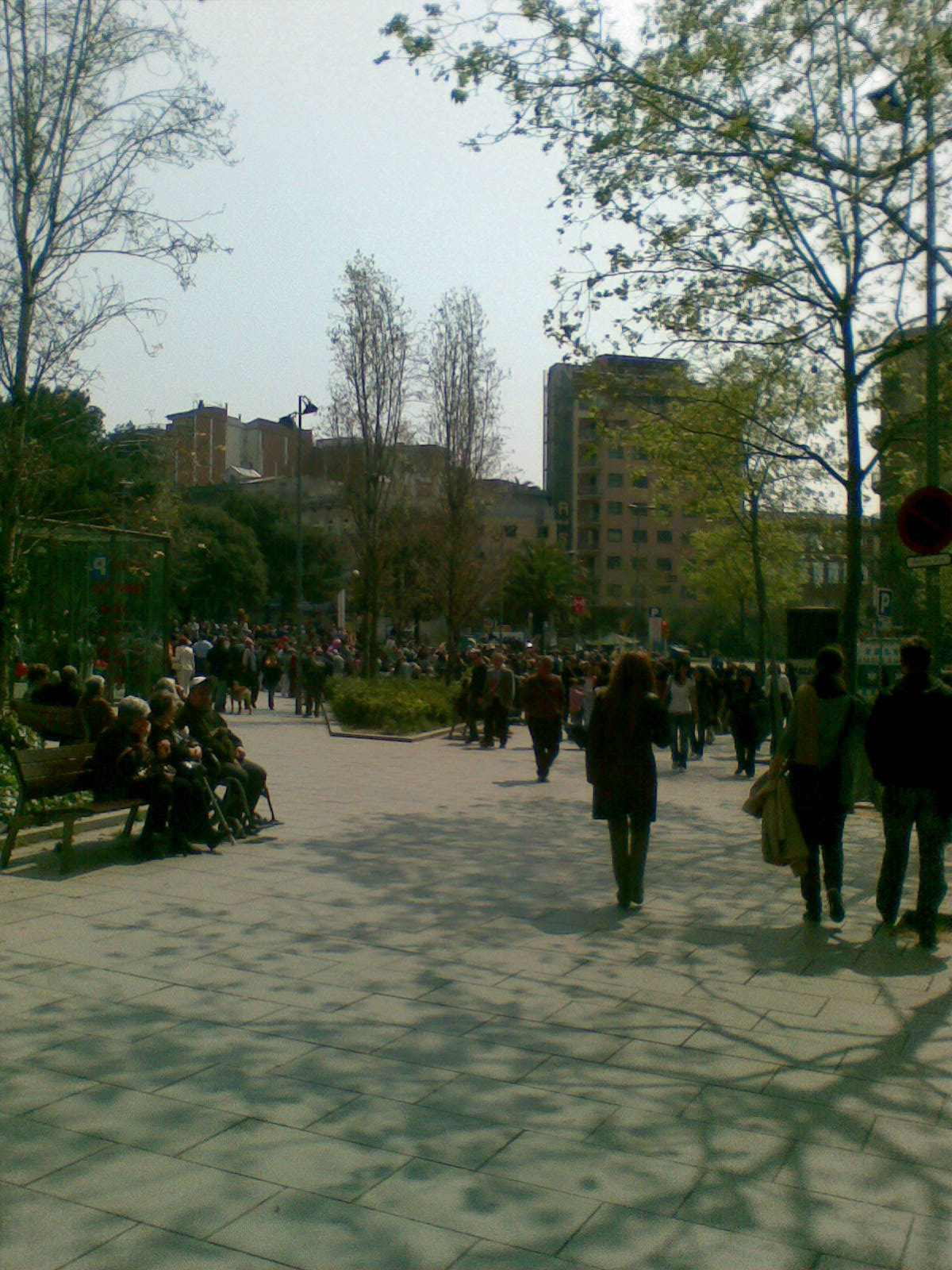
Vista de la Plaça de Sants des del carrer Joan Güell

Al segle xix, fou un barri obrer amb diverses fàbriques tèxtils, entre altres cal destacar per la seva importància les del Vapor Vell, convertida en biblioteca i escola l'any 2001, i l'Espanya Industrial, o Vapor Nou, convertit en parc l'any 1983. Maties Muntadas i Rovira, director de l'Espanya Industrial, va ser ennoblit per Alfons XIII l'any 1909 amb el títol nobiliari de comte de Santa Maria de Sants.
El barri disposa d'una xarxa cultural i associativa que s'agrupa en una coordinadora d'entitats anomenada Secretariat d'Entitats de Sants, Hostafrancs i la Bordeta. Entre moltes cal destacar els Centre cívic de les Cotxeres de Sants i del Casinet, l'associació de veïns Centre Social de Sants, l'Orfeó de Sants amb més de cent anys d'història, la Societat Coral la Floresta, que és l'entitat més antiga de Sants i fundada el 1878, la Unió Esportiva de Sants que compta amb una secció ciclista responsable de l'organització de la Volta Ciclista a Catalunya, el Centre Catòlic i el Club Esportiu Mediterrani. En el marc de les entitats de cultura popular i tradicional Sants disposa de colla de castellers coneguts en aquest món amb el nom de Borinots, tres grups de diables (els de Sants, les Guspires i els Barrufet), colla de gegants i la Colla Bastonera de Sants. En l'actualitat, els moviments alternatius tenen una forta presència organitzada al voltant de les Festes majors alternatives i de diversos espais ocupats convertits en habitatges o centres socials com Can Vies o l'antiga fàbrica Hamsa al barri d'Hostafrancs.

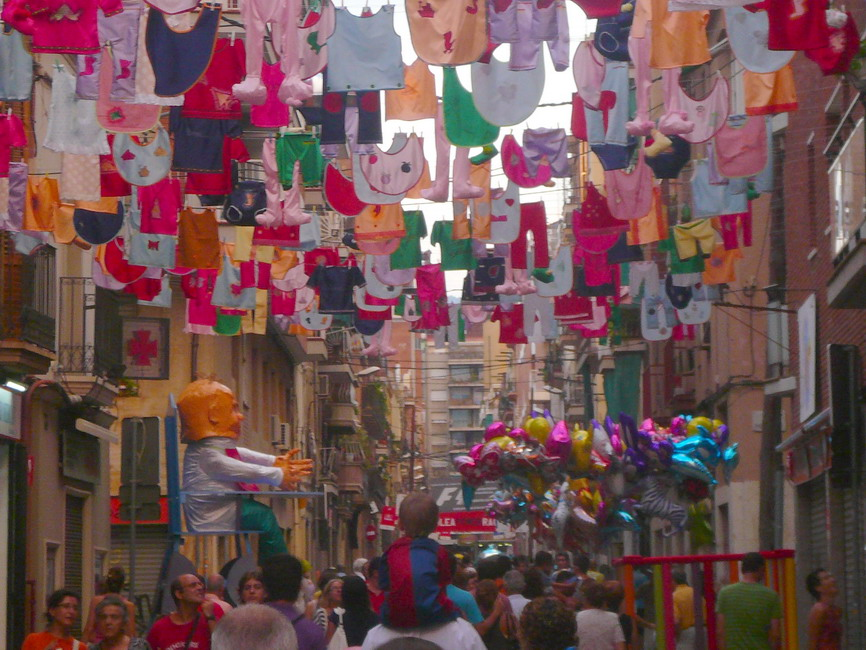
El carrer Alcolea de baix, guarnit per la Festa Major de Sants del 2008 amb elements del món dels nadons.

La festa major del barri se celebra al voltant del 24 d'agost, diada de Sant Bartomeu, patró del barri. Diversos carrers es guarneixen per l'ocasió amb muntatges efímers i una programació d'activitats per a tots els públics.
A principis d'octubre té lloc el Cros Popular de Sants, memorial Eugeni Giralt, una cursa que troba les seves arrels més llunyanes a mitjans dels anys 30 del segle xx, quan era organitzada per l'Ateneu Enciclopèdic Sempre Avant. Actualment la cursa és organitzada pel Club Camins Esportius de Sants.
L'any 2016 es van inaugurar els Jardins de la Rambla de Sants, per a cobrir les vies de tren i metro a l'entrada de la ciutat, prop de Can Vies.

## Llocs d'interès
- Campus Universitari de Sants
- CSA Can Vies
- Can Batlló
- Estació Barcelona-Sants
- Lleialtat santsenca
- Mercat de Sants
- Parc de l'Espanya Industrial
- Torre del Rellotge
- Vapor Vell
- Can Bruixa
- Jardins de la Rambla de Sants
- Església de Santa Maria de Sants

## Entitats
- Secretariat d'Entitats de Sants, Hostafrancs i la Bordeta
- Sants 3 Ràdio
- Centre Catòlic de Sants
- l'Orfeó de Sants
- Club Esportiu Handbol BCN Sants
- Unió Esportiva de Sants
- Club Esportiu Mediterrani
- Castellers de Sants
- Societat Coral la Floresta
- Ona de Sants-Montjuïc 94.6FM
- Pirat's Sound Sistema, grup de música
- Companyia Elèctrica Dharma, grup de música
- Can Vies
- AEiG Mn Puig i Moliner[4]
- AE Joan Maragall
- L'assemblea de Barri de Sants (ABS) està formada pels moviments socials del barri de Sants. L'assemblea va néixer el 1997, va començar com a projecte en el moviment de les ocupacions i posteriorment va anar creixent arribant a ser la coordinadora de lluites socials i projectes comunitaris del barri de Sants. En aquests últims anys al barri han nascut moltes iniciatives de caràcter associatiu com ara ateneus llibertaris, cooperatives de treball i de consum i nous projectes culturals o econòmics, que troben en l'ABS un punt de trobada i cooperació. Aquestes iniciatives es sumen a altres projectes ja existents com ara les associacions de veïns, els centres socials ocupats i els casals independentistes. La gent que en forma part aposta per un model autogestionat, de democràcia directa amb participació assembleària, trencant així amb les formes d'organització polítiques tradicionals. Una de les tasques de l'ABS és socialitzar un discurs comú que serveixi per a reforçar aquestes iniciatives i les seves interrelacions.[cal citació][5]

## Santsencs il·lustres
- Assumpta Albà Ricart, lluitadora feminista
- Josep Carreras, tenor
- Àngel Casas, periodista i escriptor
- Francesc Comas i Pagès, sindicalista
- Òscar Dalmau, presentador de tv3, conegut per la seva veu a Caçadors de bolets i com a presentador del Gran Dictat
- Josep Escolà, futbolista del Futbol Club Barcelona
- Roger Esteller, jugador de bàsquet
- Núria Feliu, cantant
- Esteve Fortuny i Guarro, músic fundador de l'Elèctrica Dharma
- Josep Fortuny i Guarro, bateria i veu de l'Elèctrica Dharma
- Lluís Fortuny i Guarro, trompetista de l'Elèctrica Dharma
- Fructuós Gelabert, cineasta
- Roger Grimau, jugador de bàsquet
- Benjamí Grau, pilot de motociclisme
- Jacint Laporta, escriptor
- Francesc Masclans, botànic
- Josep Miracle, escriptor
- Quim Monzó, escriptor, dissenyador i periodista
- Joan Peiró, sindicalista, polític i ex-ministre de la CNT
- Pere Riera i Riquer, poeta, impulsor dels Jocs Florals de Sants i membre destacable del club d’escacs de Sants.
- Jordi Sans i Juan, jugador de waterpolo
- Família Falgueras, propietaris del Celler de Gelida, entre els quals hi ha la Meritxell Falgueras i Febrer.[6]
- Família Balañà, propietaris de diversos teatres, cinemes i places de braus arreu (Pere Balañá i Espinós)[7]